# Bolinas (Kalifornija)
Bolinas je naseljeno područje za statističke svrhe u američkoj saveznoj državi Kalifornija. Prema popisu stanovništva iz 2010. u njemu je živjelo 1,620 stanovnika.